# Pico Marboré
El pico de Marboré es una cumbre del Pirineo del macizo de Monte Perdido, situado en una cresta de picos de más de 3000 m que hace de frontera entre España (Valle de Ordesa) y Francia (Circo de Gavarnie), estando incluido tanto en el español Parque Nacional de Ordesa y Monte Perdido como en el francés Parque Nacional de los Pirineos.
Junto con los Picos de la Cascada forma la impresionante pared norte del Circo de Gavarnie, con 1500 m de desnivel desde el fondo del valle y donde se encuentra la mayor cascada de Europa, la Cascada de Gavarnie con 425 m de caída.

## Rutas
Por la parte española la aproximación en vehículo se suele hacer hasta la pradera del Valle de Ordesa o hasta el valle de Bujaruelo, mientras que por la parte francesa se suele hacer hasta la estación de esquí de Gavarnie-Gèdre, que es la que más cerca nos deja de la cumbre.
Desde Ordesa se suele subir primero hasta el refugio de Góriz, (punto crucial para la exploración de toda la zona), ascender por la misma ruta del Monte Perdido para desviarse después al oeste, buscando el pie del Pico de Marboré.
Desde Gavarnie y desde Bujaruelo se sube hasta el refugio francés de Sarradets, subiendo después a la Brecha de Rolando y bordeando hacia el Este la vertiente sur de la cresta, hasta llegar al pie del Pico de Marboré. También desde Ordesa se puede ascender por el circo de Carriata en dirección a la Brecha de Rolando para conectar con esta ruta.

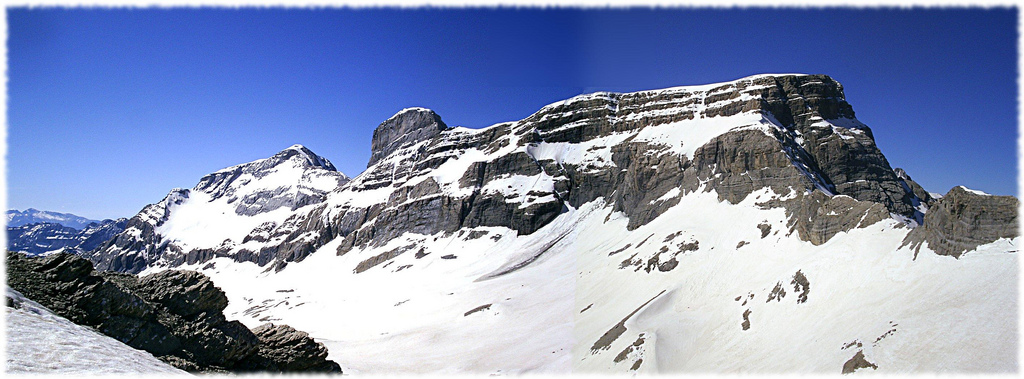
Marboré a la derecha El Cilindro en el centro y al fondo el Monte Perdido

## Historia
Hay indicios de que Philippe de Nemours en 1846 pudo ser el primero en escalar el Pico de Marboré, pero carecen de la precisión necesaria para atribuírselo, con lo que se establece la primera ascensión el 24 de septiembre de 1865 por parte de Russell e Hippolyte Passet.

## Flora y vegetación del Macizo del Monte Perdido
El hecho de ser el macizo calcáreo más alto de Europa hace que tenga también una flora muy singular. De las cerca de 3500 especies de plantas vasculares que se pueden encontrar en el Pirineo, apenas 150 son capaces de superar los 3000 m de altitud, y de ellas 95 han sido localizadas en los 34 "tresmiles" del macizo de Monte Perdido y cercanías. Solo las tres puntas de los Gabietos reúnen a medio centenar de ellas.
Sin embargo, debemos destacar que no todas las cimas tienen las mismas plantas, y solo un puñado se repiten, como Saxifraga pubescens, Saxifraga oppositifolia, Androsace ciliata, Linaria alpina subsp. alpina, Minuartia cerastiifolia o Pritzelago alpina subsp. alpina, por citar solo las más comunes.
Para más información sobre la flora y la vegetación del Macizo del Monte Perdido y del parque nacional al que pertenece consúltese: